# Văbel, Plevna
Văbel (în bulgară Въбел) este un sat în comuna Nikopol, regiunea Plevna,  Bulgaria. 

## Demografie
Componența etnică a satului Văbel
     Turci (1,08%)
     Bulgari (53,24%)
     Nicio identificare (45,67%)
     Altele (0,54%)
La recensământul din 2011, populația satului Văbel era de 740 locuitori. Din punct de vedere etnic, majoritatea locuitorilor (53,24%) erau bulgari, cu o minoritate de turci (1,08%). Pentru 45,67% din locuitori nu este cunoscută apartenența etnică.